# Миончинские
Миончинские (пол. Miączyńscy) — графский и дворянский род.
Род герба Сухекомнаты, восходящий к концу XVI в. Афанасий Миончинский, будучи полковником войск польских, отличился при освобождении Яном Собеским Вены от турецкой осады и получил от императора Леопольда I графское достоинство римской империи (1683). Его 2 сына:
- Граф Миончинский, Антоний (1691 – 1774) — государственный и военный деятель Речи Посполитой, ротмистр панцирной хоругви, полковник (1727), староста луцкий (1723) и лосицкий (1762), каштелян подляшский (1738—1771), воевода подляшский (1771 – 1774);
- Граф Миончинский, Пётр Михаил (1695—1776 )–  государственный и военный деятель Речи Посполитой, каштелян хелмский (1725—1737), воевода черниговский (1737 – 1776), ротмистр гусарской хоругви (1728), староста кшепицкий (1711), рокицкий (1730) и маковецкий (1738). Кавалер орденов Святого Станислава и Белого Орла.
- Граф Игнатий Миончинский  (1767 – 1840)  — государственный деятель Речи Посполитой, сенатор-воевода Царства Польского, сенатор-каштелян, президент Сената Польского королевства во время ноябрьского восстания 1930-1831 годов.

Род Миончинских был внесен в V и VI части родословных книг Волынской, Гродненской, Киевской и Подольской губерний.
Отец – Миончинский Андрей Яковлевич — русский генерал-майор.
Сыновья:
- генерал-майор армейской артиллерии Миончинский, Петр Андреевич  (25.11.1845 – 11.04.1896) — русский генерал[1]

- генерал-лейтенант армейской артиллерии Миончинский, Иван Андреевич (12.11.1855 –  после 1922) — русский генерал[1]
- генерал-майор армейской артиллерии Миончинский, Тимофей Андреевич (23.02.1856 – 08.01.1916) — русский генерал[2]
  - генерал-майор армейской артиллерии Миончинский, Дмитрий Тимофеевич (26.10.1889 – 16.12.1918) — потомственный военный Российской империи, участник Гражданской войны, подполковник РИА, полковник, генерал-майор армейской артиллерии.

## Описание герба
В червленом щите золотой, длинный, с широкими концами, крест, он стоит на золотом кольце. На кольце на золотых ремнях висит чёрный охотничий рог с золотыми мундштуком и раструбом.
Над щитом графская корона и графский коронованный шлем. Нашлемник: три страусовых пера, из коих среднее — золотое, а крайние — червленые. Намет: червленый с золотом. Девиз: «GENTEM EX VIRTUTE, VIRTUTEM EX GENTE» золотыми буквами на червленой ленте.
Герб рода Миончинских, имеющих титул Римской Империи графов внесен в Часть 13 Общего гербовника дворянских родов Всероссийской империи, стр. 22.